# Chino (kleding)

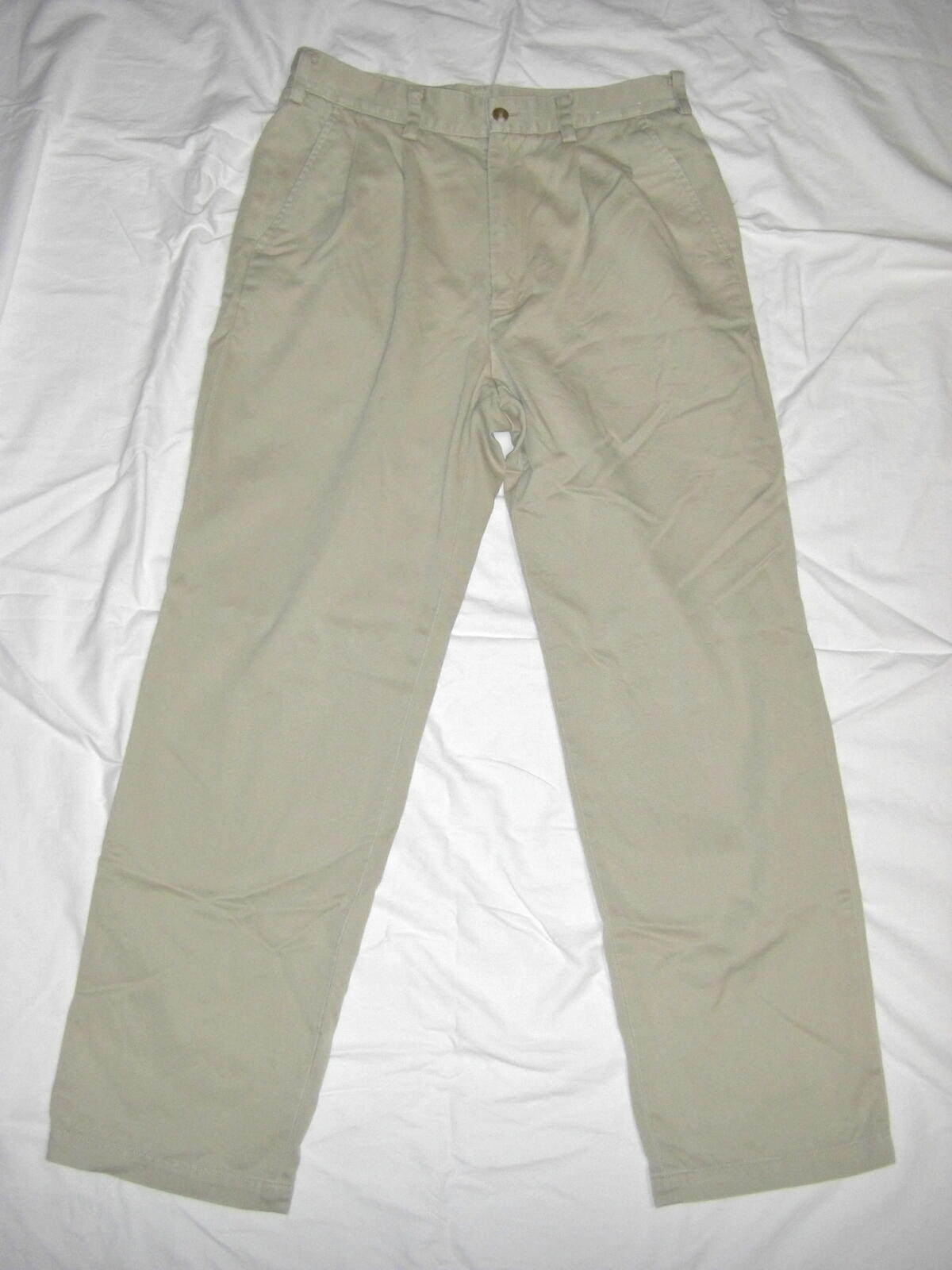
Chino

Een chino (uitspraak: tsjieno) is een kledingstuk, meestal een broek, oorspronkelijk gemaakt van kepergeweven katoen (Engels: twill). De broek is populair als casual kleding bij mannen en vrouwen.

## Geschiedenis
De chino werd in de 19e eeuw ontworpen voor het Britse leger als sterke, comfortabele broek in onopvallende khakitinten. De broek werd ook door Amerikaanse soldaten gedragen in de Spaans-Amerikaanse oorlog in 1898. Omdat de stof oorspronkelijk uit China komt en 'Chinese broek' in het Spaans pantalones chinos heet, heeft dit waarschijnlijk tot de naam chino geleid.
Doordat er aan het eind van de Tweede Wereldoorlog een grote hoeveelheid chino's op de markt kwam als overtollige Amerikaans legerkleding werd de broek snel populair onder Amerikaanse en Europese consumenten. De broek was met name populair bij studenten die geen formeel pak meer wilden dragen maar ook niet wilden kiezen voor de met arbeiders geassocieerde spijkerbroeken.

## Kenmerken
Een chino wordt door zowel mannen als vrouwen gedragen en is geschikt voor de zomer omdat hij van dunne katoen gemaakt kan worden. Hij heeft een rits, twee steekzakken aan de voorkant en een of twee strook- of paspelzakken aan de achterkant, die soms door een knoopje worden afgesloten. De broek heeft rechte of naar onder toe smaller wordende pijpen. De broek wordt meestal uitgevoerd in lichte kleuren waarbij de oorspronkelijke khaki-kleur het populairst is, maar ook gekleurde broeken komen voor. De pasvorm van de chino is meestal 'regular fit', wat wil zeggen dat hij comfortabel zit en geen strak aansluitende delen heeft. Ook de vorm van 'slim fit' (strakke pijpen) in combinatie met bandplooien komt voor. De broek heeft een relatief lage taille.

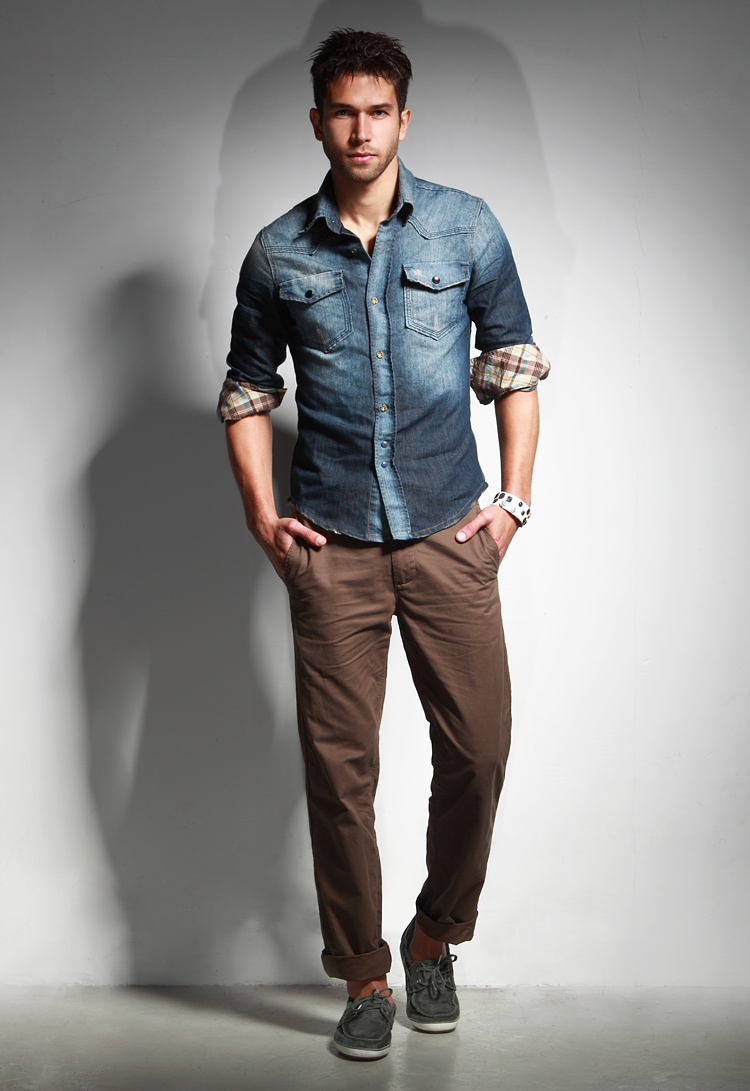
Bruine chino
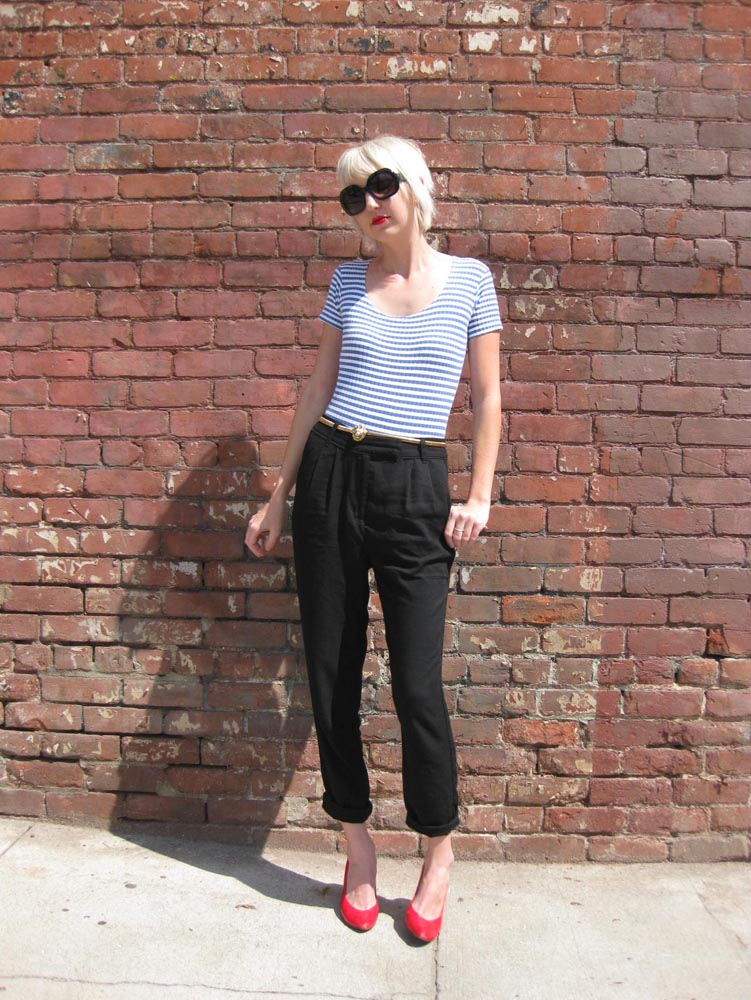
Zwarte chino met bandplooien
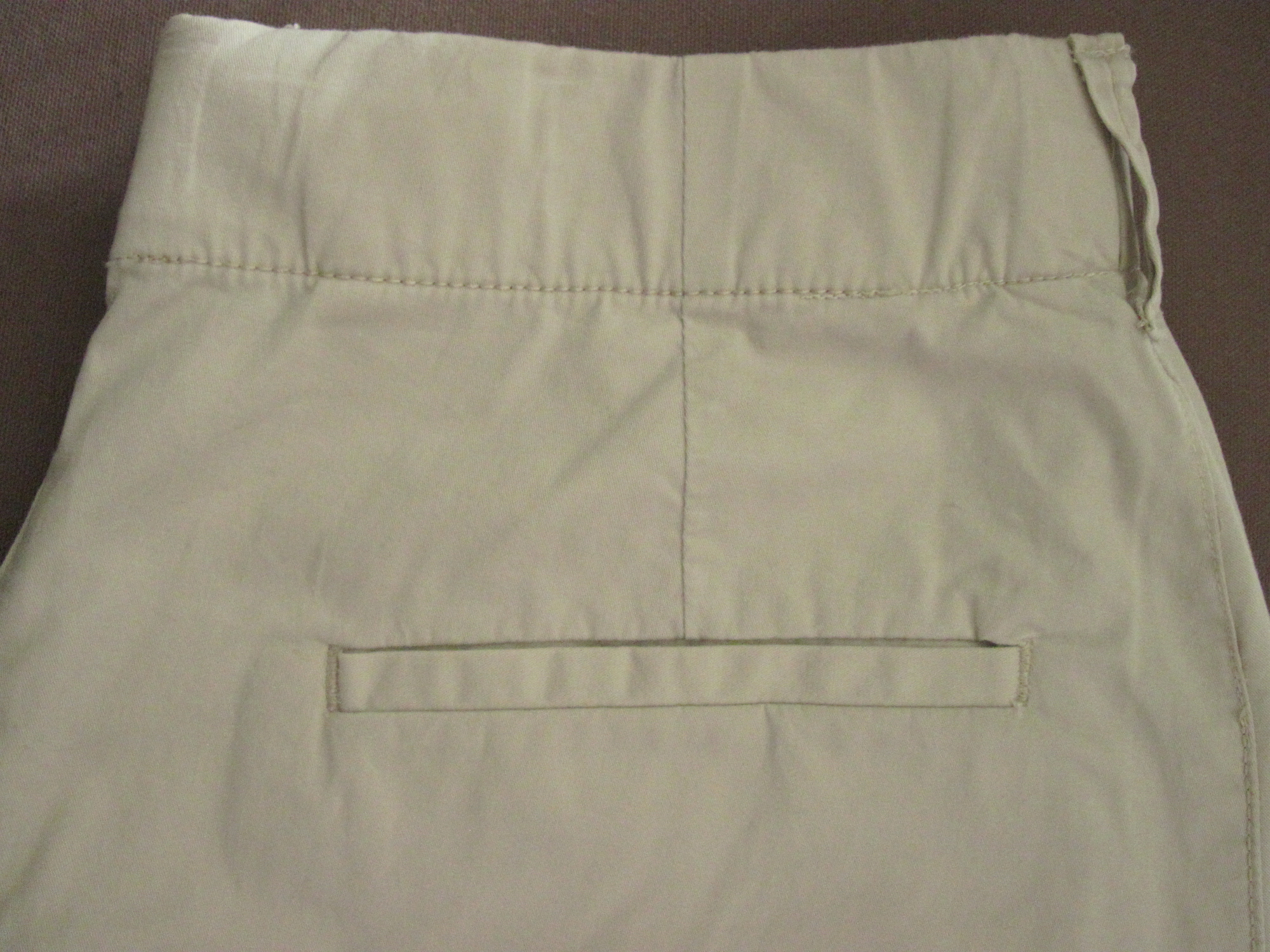
Achterzijde chino met strookzak